# Vivien Vee
Vivien Vee (* 2. Mai 1960 in Triest als Viviana Andreattini) ist eine ehemalige italienische Disco-Sängerin.

## Karriere
Vivien Vees erste Plattenveröffentlichung erschien 1979. Entdeckt und produziert wurde sie von den Musikern Claudio Simonetti und Giancarlo Meo. Simonetti war bereits mit Goblin zu Bekanntheit geraten und hatte zusammen mit Meo 1978 die Formation Easy Going (Baby I Love You), die sich damals am vor allem in New York populären Disco-Sound orientierten, gegründet. Die beiden Musiker setzten mit dem Projekt Vivien Vee ihre Produktionen in Richtung Disco fort. Die Künstlerin selber, die zu diesem Zeitpunkt kein englisch sprach und mit Akzent sang, wurde in Mode und Stil gezielt für den US-amerikanischen Markt produziert. So präsentierte sich Vee publikumswirksam in glitzernder und oft hautenger Bühnenkleidung und lebhaften Tanzstil.
Die Single Give Me a Break entwickelte sich zu einem Discotheken-Hit diesseits und jenseits des Atlantiks und erreichte als einer der ersten Italo-Disco-Hits 1980 die Top-10 der US Hot Dance Club Charts. Über 100.000 Schallplatten von Vivien Vee konnten 1980 in den USA abgesetzt werden. 1980 trat sie im extravaganten The Saint, eine überwiegend von Homosexuellen frequentierten Großraumdiskothek in Manhattan, auf. Remember zog im gleichen Jahr als Disco-Smash-Hit nach. Billboard zählte sie 1981 zu den Top 50 Disco-Artists.
Der Erfolg von Give Me a Break konnte nur bedingt wiederholt werden und so wurde Vee nun für den aufkommenden Euro Disco in Europa produziert. Vee blieb vor allem in Italien als Disco-Interpretin erfolgreich, Auftritte in Sendungen des italienischen TV, wie 1981 in der Musiksendung Discoring, folgten. Die Single Higher wurde 1983 zu ihrem einzigen Top-40-Hit in ihrer Heimat, die B-Seite Blue Disease zu einem europaweiten Disco-Hit. Heartbeat erreichte 1987 nochmals die europäischen Dance-Charts, 1989 folgte mit Cross My Heart ihre letzte Veröffentlichung.

## Trivia
1982 posierte sie für die italienische Ausgabe des  Playboy auf dessen Cover sie ebenfalls abgebildet war. Weitere freizügige Fotostrecken erschienen in den Herrenmagazinen Playmen, Blitz und Skorpio. Give Me a Break wurde auf Platz 380 der 700 Best Disco Songs of the '70s & '80s gewählt, die für DiscoMusic.com von namhaften DJs wie Robbie Leslie oder Greg Wilson zusammengestellt wurden. Ein kleines Comeback 2005, zumindest in der Gamer-Szene, bescherte ihr die Verwendung ihres 1980er Jahre Liedes Remember in dem populären Computerspiel The Warriors.

## Diskografie

### Alben
- 1979: Vivien Vee
- 1979: Give Me a Break
- 1983: With Vivien Vee

### Singles (Auswahl)
- 1979: Give Me a Break
- 1979: Remember
- 1981: Pick Up
- 1983: Just for Me
- 1983: Higher
- 1984: Americano
- 1987: Heartbeat
- 1989: Cross My Heart